# Felix Comes Back
Felix Comes Back est un court métrage d'animation américain d'Otto Messmer avec le personnage de Félix le Chat, sorti en juin 1922.

## Fiche technique
- Réalisation : Otto Messmer
- Société de  production : Pat Sullivan Cartoons
- Pays de production : États-Unis
- Langue : anglais
- Format : noir et blanc  - Muet
- Genre : animation
- Durée : 7 minutes
- Date de sortie :
  - États-Unis : 19 juin 1922